# Szpilki
Szpilki (рус. «Шпи́льки») — польский иллюстрированный еженедельный журнал сатиры и юмора.

## История
Журнал был основан в 1936 году группой левых литераторов — Эриком Липинским, Зеноном Василевским и Збигневом Мицнером. Журнал возглавил Збигнев Мицнер. Девизом журнала стала цитата из пародийно-героической поэмы Игнация Красицкого «Монахомахия, или Война монахов» — «Истинная добродетель не боится критики».
Издавался с небольшими перерывами с 1936 по 1990 год в Варшаве и Лодзи (1945—1947). В 1953 году был объединен с другим сатирическим журналом «Муха». Как и у многих других печатных СМИ, издание было приостановлено во время военного положения в Польше.
В 1992 и 1994 годах предпринимались попытки возобновить издание, выпущено около полутора десятков номеров, после чего журнал прекратил существование.
Постоянными авторами «Шпилек» были литераторы Константы Галчиньский, Антони Марианович, Ереми Пшибора, Юлиан Тувим, Станислав Ежи Лец, Анатоль Потемковский (под псевдонимом Меган), Ежи Урбан, Збигнев Ненацкий, Щепан Садурский, Антоний Слонимский, Кшиштоф Тёплиц, Станислав Тым, художники-карикатуристы Майя Березовская, Збигнев Ленгрен, Ян Леница, Щепан Садурский, кинорежиссёр Валериан Боровчик и другие известные польские писатели и художники. С 1945 году в журнале сотрудничал, с 1952 года был членом редколлегии, в 1956—1980 годах — заместителем главного редактора работал Веслав Брудзиньский, здесь он публиковал свои эпиграммы в польском стиле (фрашки).
Материалы журнала, как рассказал бывший пан Ведущий (Александр Белявский) популярной телепередачи «Кабачок 13 стульев», использовались в этой телепередаче, например, оттуда были взяты пан Директор и пани Тереза. Из журнала был взят сюжет одной из историй (о совместной подготовке к экзамену) о студенте Шурике из фильма «Операция «Ы» и другие приключения Шурика»
Подборка карикатур и юмористических текстов из журнала за 1935—1965 годы имеется в Библиотеке иностранной литературы в Москве.